# Walckenaeria tumida
Walckenaeria tumida là một loài nhện trong họ Linyphiidae.
Loài này thuộc chi Walckenaeria. Walckenaeria tumida được miêu tả năm 1931 bởi Crosby & Bishop.